# NGC 1052
NGC 1052 ist eine Elliptische Galaxie mit aktivem Galaxienkern vom Hubble-Typ E4 im Sternbild Cetus (Walfisch) knapp südlich der Ekliptik. Sie ist schätzungsweise 66 Millionen Lichtjahre von der Milchstraße entfernt und hat einen Durchmesser von etwa 55.000 Lichtjahren. Gemeinsam mit NGC 1035 und NGC 1042 bildet sie das Galaxientripel KTS 18.
Das Objekt wurde am 10. Januar 1785 vom deutsch-britischen Astronomen William Herschel entdeckt.
Zur NGC_1052-Gruppe gehören einige Zwerggalaxien, von denen NGC_1052-DF2 und NGC_1052-DF4 seltsamerweise keine Dunkle Materie enthalten dürften. Denn ihre Kugelsternhaufen umkreisen die Zentren sehr gleichmäßig.